# 森田裕一
森田 裕一（もりた ゆういち）は、日本の地震学者。火山地震学専攻。東京大学名誉教授。火山噴火予知連絡会副会長。

## 人物・経歴
大阪府立豊中高等学校卒業。1979年東北大学理学部天文及び地球物理学科第二卒業。1986年東北大学大学院理学研究科地球物理学博士課程後期修了、理学博士、運輸技官任官、気象庁技官。1987年気象庁地震観測所研究官。1989年東北大学理学部附属地震予知・噴火予知観測センター助手。1996年東京大学地震研究所助教授。2009年東京大学地震研究所教授。2017年火山噴火予知連絡会副会長。2021年防災科学技術研究所火山研究推進センター主幹研究員、火山研究推進センター火山観測研究室長、火山研究推進センター研究総括、東京大学名誉教授。

## 受賞
平成27年日本火山学会論文賞、平成29年防災功労者防災担当大臣表彰、令和2年防災功労者内閣総理大臣表彰。